# Премії Тернопільської області
Премії Тернопільської обласної ради — премії, які щорічно присуджує Тернопільська ОДА та обласна рада на підставі проведених конкурсів.

## Історія
Рішенням Тернопільської обласної ради від 18 грудня 2008 року № 414 засновано перші премії Тернопільської области.
8 червня 2018 року депутати Тернопільської обласної ради попереднє рішення визнали таким, що втратило чинність; затвердили нове положення про обласні премії в галузі культури.

## Види премій
- етнографія і музейна справа — імені Володимира Гнатюка;
- краєзнавство — імені Петра Медведика;
- література — імені Богдана Лепкого;
- твір для дітей та юнацтва — імені Іванни Блажкевич;
- театральне мистецтво — імені Леся Курбаса;
- образотворче мистецтво — імені Михайла Бойчука;
- музичне мистецтво — імені Соломії Крушельницької;
- публіцистика — імені Ярослава Стецька;
- журналістика — імені Володимира Здоровеги;
- архітектура — імені Георгія Пінзеля;
- декоративно-ужиткове мистецтво — імені Ярослави Музики.

## Опис
На здобуття премій подаються нові оригінальні твори й роботи, опубліковані (оприлюднені) у завершеному вигляді протягом останніх п’яти років, але не пізніше як за пів року до їх висунення на здобуття премій.
Твори та роботи на здобуття премій подають:
- галузеві управління Тернопільської обласної державної адміністрації,
- обласні організації національних творчих спілок,
- літературно-мистецькі об’єднання,
- товариства,
- фонди,
- музеї,
- лавреати премій,
- не більше одного подання (виключно у номінації лавреата премії).

Розгляд, обговорення та оцінка творів і робіт, поданих на здобуття премій, проводяться комітетом з присудження премій, персональний склад якого затверджується Тернопільською обласною радою строком на три роки.
Твори й роботи на здобуття премій приймаються комітетом з присудження премій з 1 березня поточного року до 15 лютого кожного наступного року. Допускається подання творчих робіт претендентів не більше трьох спроб.
Колектив авторів твору, поданий на здобуття премії не може становити більш як три особи, колектив виконавців — не більше п’яти учасників.
Не допускається включення до колективу претендентів осіб, які виконували адміністративні, організаторські чи консультативні функції.
Якщо на здобуття премії висунуто роботу особи зі складу комітету з присудження премій, така особа протягом обговорення кандидатур та присудження премії не бере участі у роботі комітету.
Преміями можуть нагороджуватися громадяни України, які проживають і творчо працюють на території області, а також громадяни України, чиї твори (роботи) присвячені дослідженню творчої й культурної спадщини Тернопільщини.
Премія присуджується авторові чи виконавцеві один раз, але не більш як у двох номінаціях. Посмертне подання до премій не проводиться.
Розгляд, обговорення та оцінка творів і робіт, поданих на здобуття премії, проводиться комітетом з присудження премій у два конкурсні тури:
- перший тур — попередній відбір творів і робіт та допущення їх до другого туру конкурсу шляхом обговорення і відкритого голосування; публікація в пресі списку претендентів, допущених до другого туру; аналіз матеріалів преси, відгуків та пропозицій, підготовка у разі необхідності експертних висновків;
- другий тур — підсумкове обговорення творів і робіт, прийняття шляхом таємного голосування рішення щодо присудження премії з кожної номінації та подання для затвердження голові Тернопільської обласної ради й голові Тернопільської обласної державної адміністрації.

Рішення з кожної кандидатури приймається більшістю від загального складу комітету з присудження премій, а за умови розгляду лише одного претендента — не менш як 2/3 від загального складу цього комітету.
Рішення про присудження премій оприлюднюється у друкованих та електронних засобах масової інформації.
Особам, відзначеним премії, присвоюється звання лавреата премії у відповідній номінації й вручається диплом, зразок якого розробляється управлінням культури Тернопільської обласної державної адміністрації й погоджується комітетом з присудження премій та президією Тернопільської обласної ради.
Лавреатам виплачується грошова частина премії в розмірі 10 тис. гривень. У разі відзначення премією колективу авторів твору всім  лавреатам видаються дипломи, а грошова частина премії ділиться між ними порівну.
Дипломи лавреатів премії вручаються на урочистому засіданні представників обласних організацій національних творчих спілок, літературно-мистецьких об’єднань, фондів, музеїв та інших установ.
Кошти на виплату грошової частини з присудження обласних премій в галузі культури щорічно передбачаються в обласному бюджеті.
Твори претендентів та лавреатів з присудження обласних премій в галузі культури передаються у фонди Тернопільського обласного краєзнавчого музею.